# 四总部
四总部，是对前中央军委和中国人民解放军四大总部工作机关的统称，它们是：
- 中国人民解放军总参谋部
- 中国人民解放军总政治部
- 中国人民解放军总后勤部
- 中国人民解放军总装备部

|  | 这是一个同类索引条目，列出擁有相同或近似名稱的同類型項目。 若您循內部連結來到此頁面，請考慮修正該，將其指向正確的條目。 |